# 费米子

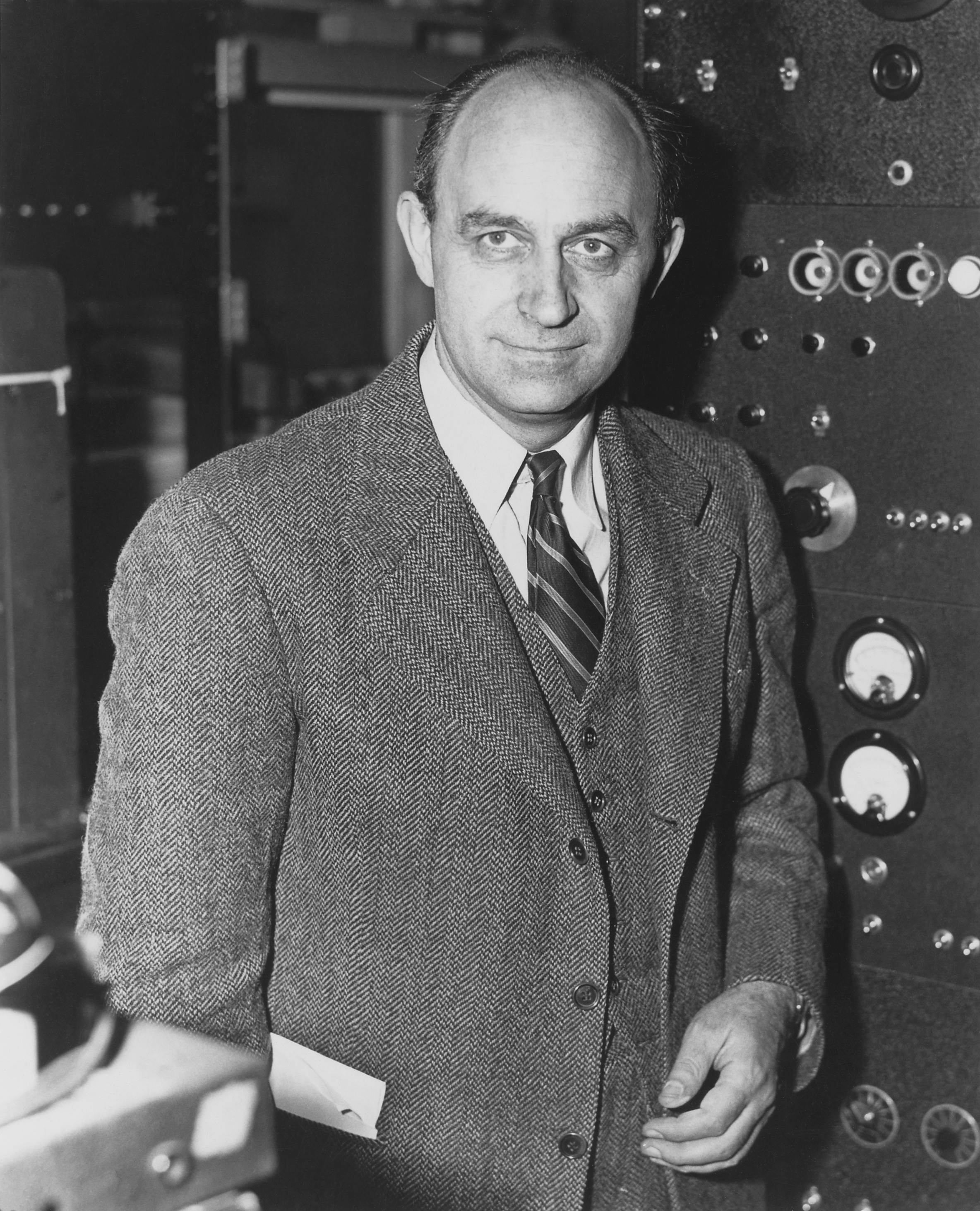
恩里科·費米

在粒子物理學裏，费米子（英語：fermion）是遵守费米-狄拉克统计的粒子。費米子包括所有夸克與輕子，任何由奇數個夸克或輕子組成的複合粒子，所有重子與很多種原子與原子核都是費米子。術語費米子是由保羅·狄拉克給出，紀念恩里科·費米在這領域所作的傑出貢獻。
費米子可以是基本粒子，例如電子，或者是複合粒子，例如質子、中子。根據相對論性量子場論的自旋統計定理，自旋為整數的粒子是玻色子，自旋為半整數的粒子是費米子。除了這自旋性質以外，費米子的重子數與輕子數守恆。因此，時常被引述的「自旋統計關係」實際是一種「自旋統計量子數關係」。

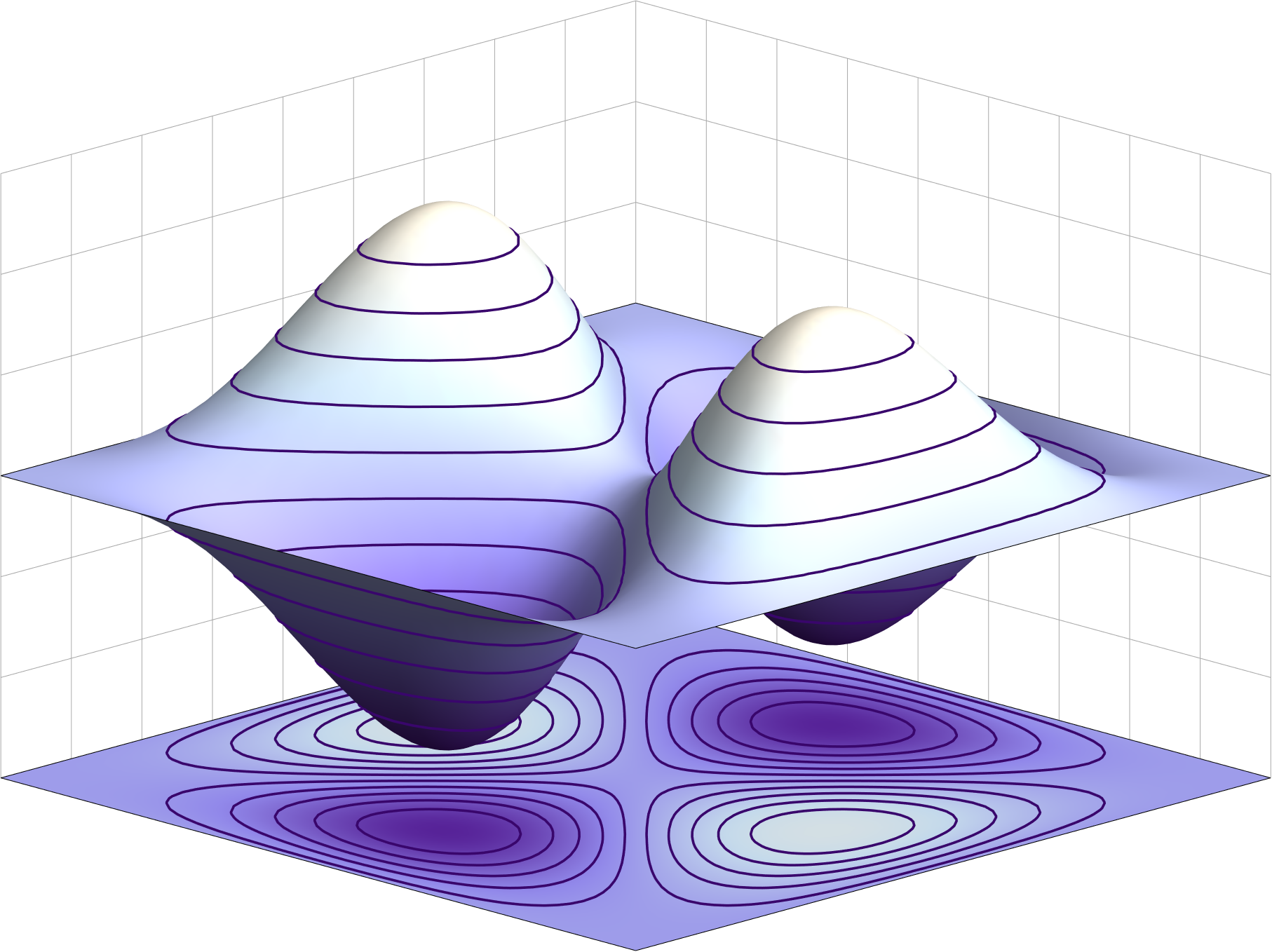
在無限深方形阱裏，兩個全同費米子的反對稱性波函數繪圖。

根據費米-狄拉克統計，對於N個全同費米子，假設將其中任意兩個費米子交換，則由於描述這量子系統的波函數具有反對稱性，波函數的正負號會改變。:28-29由於這特性，費米子遵守包利不相容原理：兩個全同費米子不能占有同樣的量子態。因此，物質具有有限體積與硬度。費米子被稱為物質的組成成分。質子、中子、電子是製成日常物質的關鍵元素。:450-452

## 基本費米子
標準模型確認兩種基本費米子：夸克與輕子。而這2類基本費米子，又分為合共24種味（flavor）：
- 12種夸克：包括上夸克 （u）、下夸克 （d）、奇夸克 （s）、魅夸克 （c）、底夸克 （b）、頂夸克 （t），及它們對應的6種反粒子。
- 12種轻子：包括电子（e-）、μ子 （μ-）、陶子 （τ-）、電微中子（νe）、緲微中子（νμ）、陶微中子（ντ），及对应的6種反粒子。

理論而言，費米子有三種：不帶質量的外爾費米子（Weyl fermion）、帶質量的狄拉克費米子（Dirac fermions）、粒子與反粒子相同的馬約拉納費米子。物理學者認為，大多數標準模型費米子是狄拉克費米子，雖然物理學者們尚不清楚中微子是狄拉克中微子還是馬約拉納中微子。狄拉克費米子可以視為左手的外爾費米子與右手的外爾費米子的組合。:106

## 複合費米子
依它們組成的成分而定，複合粒子可以是玻色子或費米子。更精準而言，由於自旋與統計之間的關係，奇數數量的費米子可以組成一個費米子，它的自旋為半整數。例如，:439
- 像中子、质子這些強子，都是由三個夸克组成的費米子。
- 碳-13的原子核含有六個質子、七個中子，因此，它是費米子。
- 氦-3 （3He）原子含有兩個質子、一個中子、兩個電子，因此，它是費米子。

在複合粒子內部的玻色子數量不會改變這複合粒子是玻色子還是費米子。
複合粒子到底是玻色子還是費米子，這判別是在遠距離（與粒子尺寸做比較）進行。在複合粒子鄰近，空間結構開始顯得重要，其物理行為與組成的成份有關。
當費米子鬆散地結合成對時，可能會展示出玻色子行為。這物理機制造成了氦-3的超導性質與超流體性質的。在超導物質裏，通過交換聲子，電子形成庫柏對；在氦-3裏，庫柏對是通過自旋漲落形成庫柏對。
在分數量子霍爾效應（fractional quantum Hall effect）裏出現的準粒子知名為複合費米子，它是負載偶數個量子渦旋的電子。

## 参阅
- 任意子
- 手徵性
- 費米凝聚
- 費米場（Fermionic field）
- 全同粒子